# Entephria occata
Entephria occata là một loài bướm đêm trong họ Geometridae.